# ルニャッコ
ルニャッコ（伊: Lugnacco）は、イタリア共和国ピエモンテ州トリノ県に存在した、人口約400人の基礎自治体（コムーネ）。
2019年1月1日にアーリチェ・スペリオーレ、ペッコと合併してヴァル・ディ・キの一部となった。

## 地理

### 位置・広がり

#### 隣接コムーネ
コムーネとしてのルニャッコは、以下のコムーネと隣接していた。
- メウリアーノ
- カステッラモンテ
- アーリチェ・スペリオーレ
- フィオラーノ・カナヴェーゼ
- ペッコ
- カステルヌオーヴォ・ニグラ
- ロランツェ
- ヴィストローリオ
- パレッラ
- クアリウッツォ

## 行政

### 分離集落
ルニャッコには、以下の分離集落（フラツィオーネ）がある。
- Buracco, Chiartano, Raghetto, Verna ,Cornesco